# Mozarttempel (Graz)

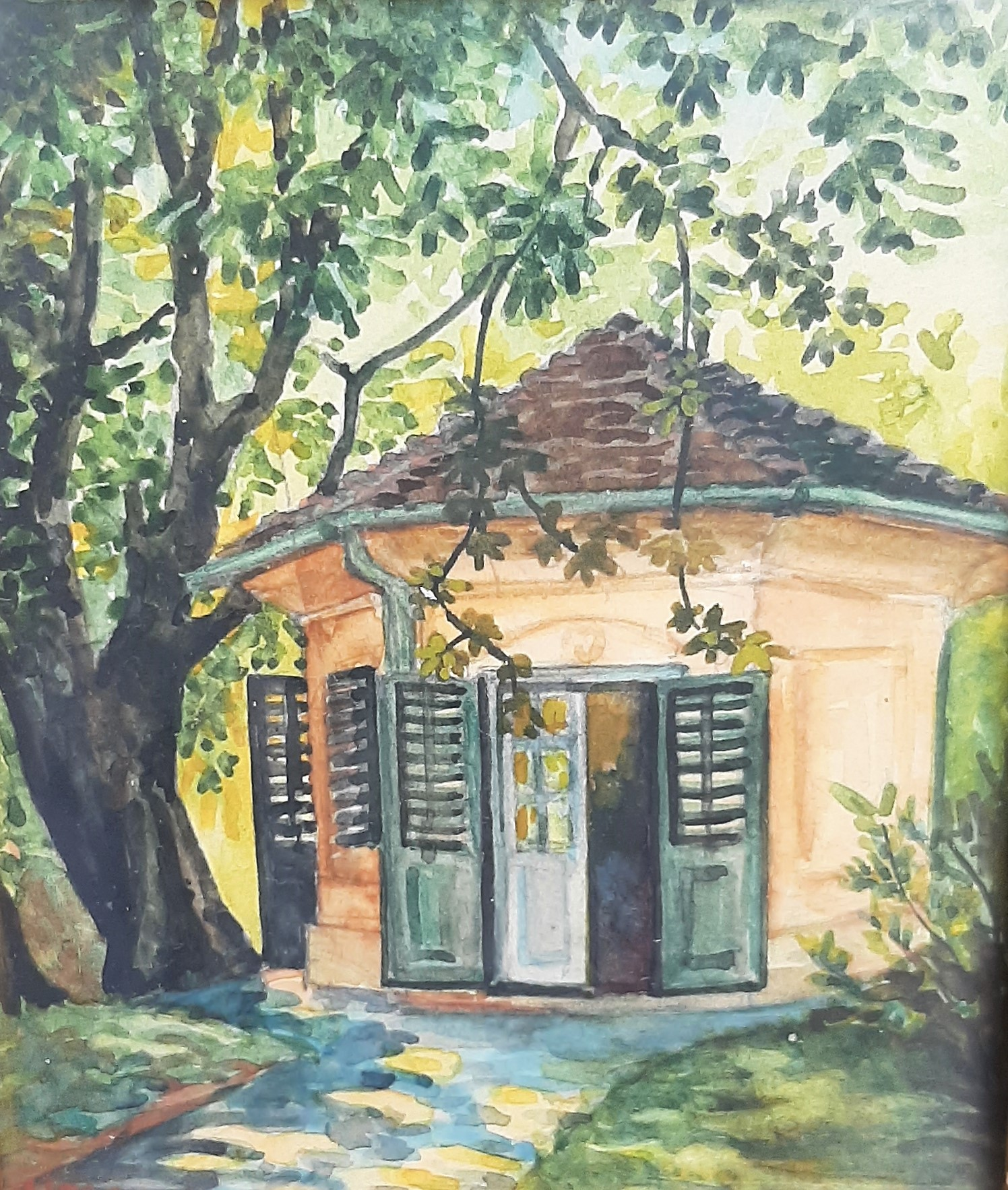
Der Mozarttempel, Aquarell des Architekten Georg Hönel, um 1900 Besitzer des Grundstücks

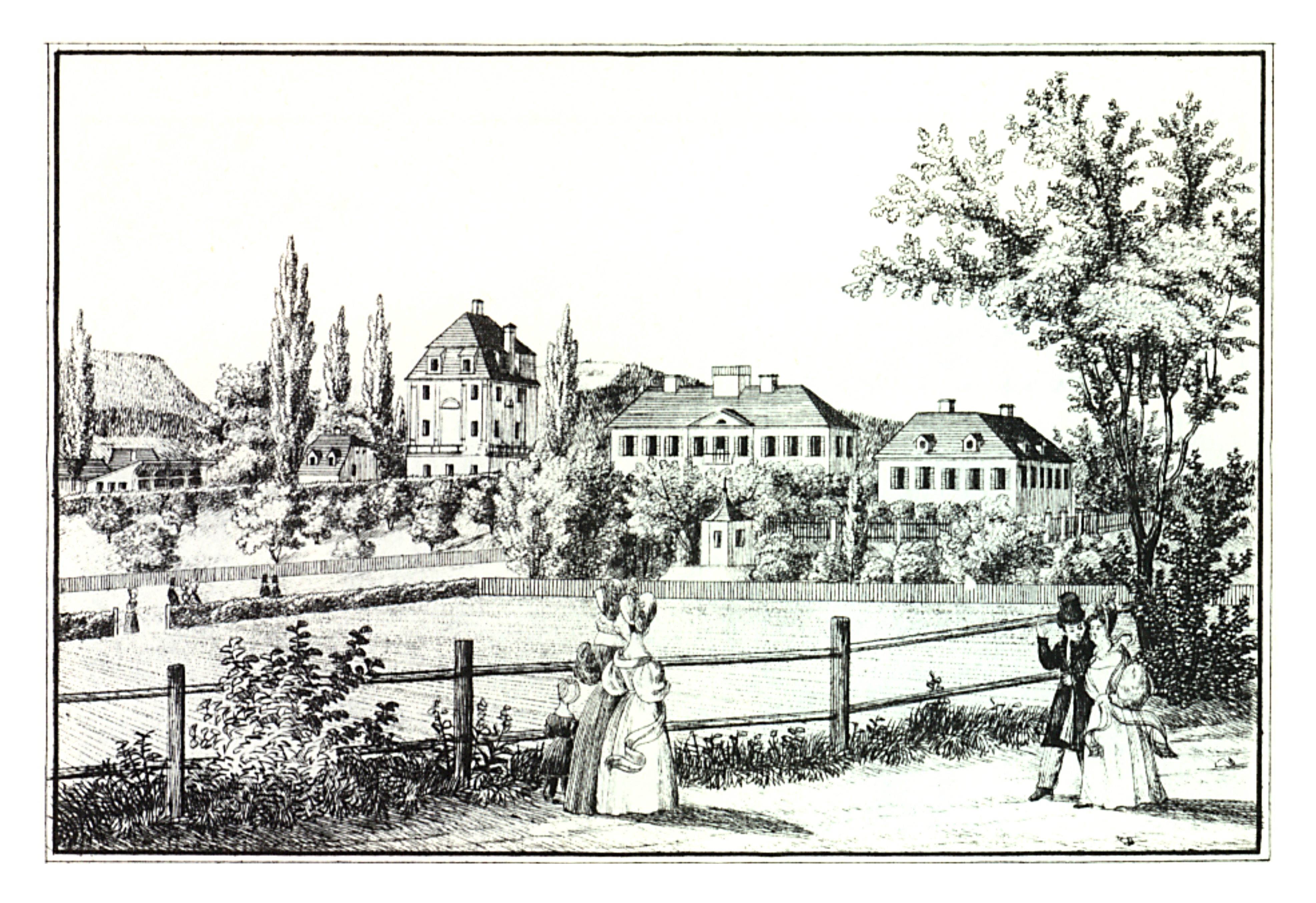
„Der Venustempel, das Freyherr v. Sacken’sche Sommergebäude und das Deyerkauf’sche Landhaus.“ Lithographie von Joseph Franz Kaiser um 1830, der achteckige Mozarttempel vor den anderen Gebäuden.

Der Mozarttempel ist ein denkmalgeschütztes Objekt in der Schubertstraße im 3. Grazer Stadtbezirk Geidorf. Der 1792 errichtete, heute nicht mehr öffentlich zugängliche Bau gilt als das älteste Denkmal zu Ehren Wolfgang Amadeus Mozarts überhaupt.

## Geschichte & Beschreibung
Mozart hatte die Stadt Graz nie besucht, jedoch befanden sich unter den Bildungsbürgern der Stadt schon zu seinen Lebzeiten Verehrer des Komponisten. Ein solcher war der Bauherr des Tempels: der Tuchhändler und Kunstliebhaber Franz Carl Deyerkauf (* 1748 in Stein an der Donau, † 1826 in Graz). Er war sehr um Mozarts Ansehen in Graz bemüht. Unter anderem organisierte er in seinem Haus Konzerte mit dessen Werken, sorgte 1798 für die erste Aufführung von Mozarts Requiem in Graz und betätigte sich im Musikverein für Steiermark. Bald nach dem Tod des Komponisten im Dezember 1791 begann Deyerkauf im Garten seines Privathauses in der Schubertstraße den Bau eines Tempelchens zu Mozarts Ehren. Deyerkaufs Villa dürfte das aus dem 17. Jh. stammende und im 18. Jh. tiefgreifend umgebaute Hauses in der Schubertstraße 29 gewesen sein, für das seit 1878 der Name „Mozarthof“ belegt ist. Der Mozarttempel steht heute jedoch im Garten des benachbarten Hauses Nr. 35 – die beiden Häuser waren um 1900 im Besitz derselben Familie.  Er wurde am 15. Mai 1792 eingeweiht. Bei dem Bauwerk handelt es sich um einen achteckigen Gartenpavillon im Stil des Rokoko, dessen Inneres von Matthias Schiffer mit Fresken ausgestattet wurde. Über das Bildprogramm berichtet der frühe Mozart-Biograph Georg Nikolaus Nissen.

„Zu Gräz, im Garten des Kaufmann Deyerkauf, ist ihm am 15ten May 1792 ein Denkmal errichtet. Plafond: Gott Apollo hält das Bildniss des Verewigten in der Höhe, Genien unterstützen es und die neun Musen frohlocken darneben hin. Die Fama verkündigt seine Unsterblichkeit. Der Waldgott Pan mit seinen Gehülfen bedeutet die schlechten Autoren, denen der Genius den Mund zuhält. Die freyen Künste sind mit unter angebracht.
An der Seite des Tempels, weil auf dem Plafond kein Raum mehr übrig war, erscheint die Göttin der Ewigkeit, die die Büste Mozart's krönt, und hinter ihr erscheint Minerva, welche mit ihrem Speere den Neid zu Boden schmettert. (Der personificirte Neid scheint auf Salieri zu deuten.) Zwey kleine Knaben erinnern durch Seifenkugelblasen an die Vergänglichkeit aller Dinge. – Die Buchstaben:MTIAM bedeuten: Mirabilia tua in aeternum manebunt.“

Die Fresken an den Wänden wurden im Verlauf des 19. Jahrhunderts von aufsteigender Feuchtigkeit beschädigt, außerdem wurde der Pavillon durch einen Mauerdurchbruch verändert. Auch die hölzerne, stucküberzogene Decke mit den Fresken musste 1911 ersetzt werden, sodass ab diesem Punkt von den (laut Augenzeugen künstlerisch nicht herausragenden) Bildwerken nichts mehr erhalten war. Eine weitere Restaurierung des Tempelchens fand 1956 statt, zu dieser Zeit war der Mozarttempel auf Anfrage zugänglich. Mittlerweile ist der Tempel für die Öffentlichkeit nicht mehr zu besichtigen, jedoch wurde in den 2000er Jahren mit Genehmigung des Bundesdenkmalamtes das Dach saniert, sodass sein Bestand gesichert ist.